# Индустријска област (Бари)
Индустријска област (итал. Area Industriale) је насеље у Италији у округу Бари, региону Апулија.
Према процени из 2011. у насељу је живело 1 становника. Насеље се налази на надморској висини од 77 м.